# Байду, Эдмунд
Эдмунд Байду (англ. Edmund Baidoo; родился 30 января 2006) — ганский футболист, вингер австрийского клуба «Ред Булл Зальцбург».

## Клубная карьера
Воспитанник ганской команды «Асанска», 11 марта 2024 года Эдмунд Байду присоединился к норвежскому клубу «Согндал». 1 апреля 2024 года дебютировал в Первом дивизионе в матче против «Волеренги» и отметился голевой передачей. 29 августа 2024 года перешёл в австрийский «Ред Булл Зальцбург». 25 сентября 2024 года дебютировал за новый клуб, выйдя в стартовом составе и забив гол в матче Кубка Австрии против «Винер Виктории». 6 октября 2024 года дебютировал в чемпионате Австрии, выйдя на замену в матче против «Штурма».